# Pompeo Targone

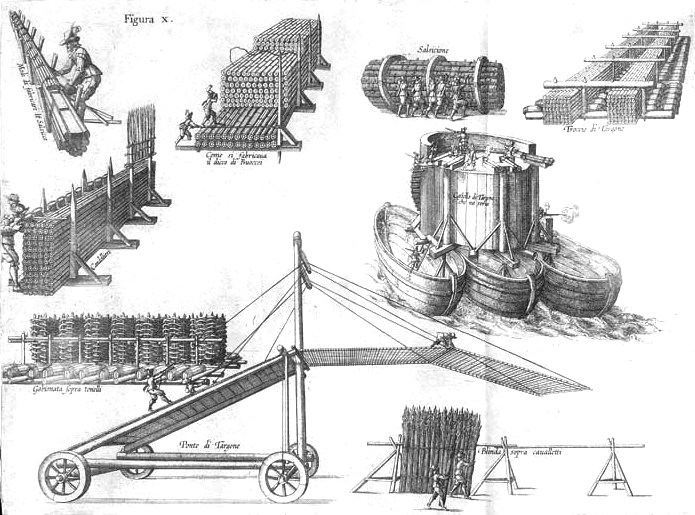
Máquinas diseñadas por Targone para el sitio de Ostende.

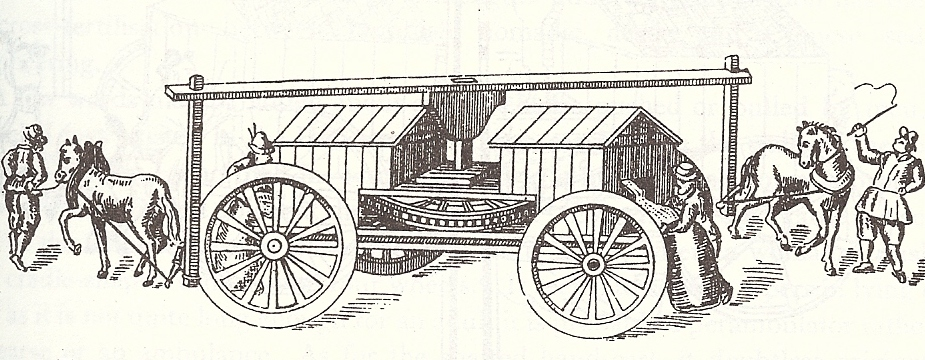
Cosechadora diseñada por Targone en 1607.

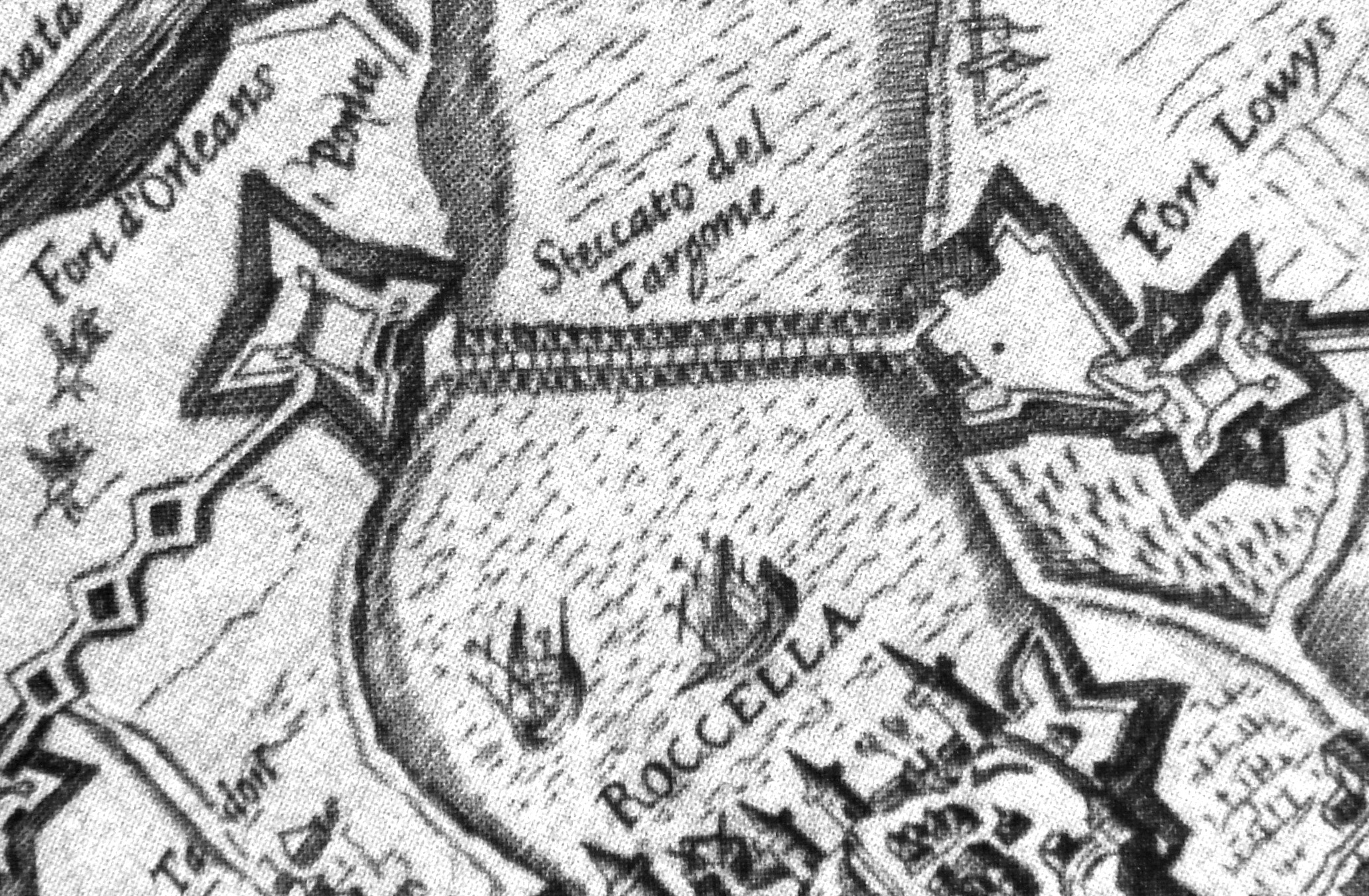
Muro costero construido por Targone en la Rochela.

Pompeo Targone (12 de octubre de 1575 - 4 de septiembre de 1630) fue un ingeniero, arquitecto y artista italiano. Sirvió a la Monarquía Hispánica durante la Guerra de los Ochenta Años antes de pasar al servicio de los estados vaticanos y Francia.

## Biografía
Nacido en Roma de un orfebre veneciano, Cesare Targone, se interesó por la ingeniería militar a temprana edad, y a los pocos años ya se encontraba en nómina de Felipe II de España durante la revuelta de Flandes. En uno de sus permisos, trabajó además para la rica familia Aldobrandini, para la que construyó el tabernáculo del altar de la Archibasílica de San Juan de Letrán, además del presbiterio de Santa Cecilia en Trastevere. Ya en esta época comenzó a diseñar inventos mecánicos, entre ellos un tipo de molino que servía tanto para cereales como aceite, del que obtuvo la patente en 1599.
En 1603 fue vuelto a llamar a Flandes por el archiduque Alberto de Austria para participar en el sitio de Ostende a las órdenes del general Ambrosio Spínola. Allí desarrolló una gran gama de invenciones diseñadas para las defensas rebeldes, incluyendo cañones dobles, balsas con parapetos, un castillo flotante y un puente móvil de asalto especialmente famoso que recibió el nombre de "Carro de Pompeyo". A pesar de ello, Spínola y los demás comandantes hispánicos dictaminaron que muchos de estos inventos eran poco prácticos, por lo que prefirieron poner a Targone a construir más de sus molinos patentados, mucho más útiles para el abastecimiento. En mayo de 1607 había vuelto a Italia y ya no regresó a Flandes.
Targone trabajó los próximos años al servicio del Papa Paulo V, para quien realizó notables trabajos artísticos y arquitectónicos. También requirió su presencia Pedro Téllez-Girón y Velasco, virrey de Sicilia, aunque se desconoce si llegó a trabajar allí.
En 1621, tres años después de que una inundación en Roma destruyera sus molinos y le dejara en la ruina, fue contratado por Luis XIII de Francia, por entonces ocupado en combatir contra sus propios rebeldes protestantes, los hugonotes. Targone trabajó con gran notoriedad en el asedio de La Rochela, pero sus inventos tuvieron el mismo resultado que en Ostende, hasta el punto de que el propio Cardenal Richelieu comentó que el italiano proponía mucho pero conseguía poco. Targona regresó poco después a los territorios españoles, donde murió.